# Họ Cá mặt trăng
Họ Cá mặt trăng (danh pháp khoa học: Molidae) là một họ thuộc bộ Cá nóc (Tetraodontiformes). Loài điển hình của họ này là cá mặt trăng (Mola mola).

## Từ nguyên
Mola là từ trong tiếng Latinh nghĩa là thớt cối xay, để nói tới hình dạng gần như tròn của các loài cá trong họ này.

## Phân bố
Các loài trong họ này phân bố rộng khắp trong các vùng biển nhiệt đới và ôn đới trên thế giới.

## Đặc điểm
Là các loài cá to lớn, với chiều dài tổng cộng trong khoảng 100–337 xentimét (3,28–11,06 ft). Miệng nhỏ xíu. Răng hợp nhất và giống như mỏ. Hàm với 2 răng hợp nhất. Mỗi bên đầu có 2 lỗ mũi nhỏ. Vây lưng và vây hậu môn không tia gai nhưng cung cấp sức mạnh để chuyển động. Không cuống đuôi. Vây đuôi (khi có mặt) thực tế là một loại vây giả đuôi, được hình thành từ sự di chuyển của các tia vây lưng và vây hậu môn về phía sau. Không đường bên. Không bong bóng. Đốt sống 16-18. Không vây bụng. Lớp da giống như da thú và dày. Các khe mang nhỏ, ở phía trước vây ngực. Phần lưng màu xám, hai bên thân màu nâu xám bạc, màu nhạt hơn hoặc xỉn màu về phía bụng. Hai loài có thể phát triển tới chiều dài khoảng 3 m, nặng nhất tới 1.500 kg. Khả năng sinh sản có thể tới khoảng 300 triệu trứng ở Mola mola. Cá non có gai và khác biệt rõ rệt so với cá trưởng thành. Bơi chậm, ăn sinh vật phiêu sinh ở tầng mặt biển khơi; một số loài ăn sứa nhưng cũng ăn cả tảo, động vật giáp xác và cá.

## Các chi và loài

### Còn sinh tồn
Họ này chỉ có 5 loài còn sinh tồn trong 3 chi:
- Chi Masturus
  - Masturus lanceolatus: Cá nóc đuôi nhọn (Cá mặt trăng đuôi nhọn). Khu vực sinh sống: Trong các vùng nước nhiệt đới và cận nhiệt đới vòng quanh địa cầu.
- Chi Mola
  - Mola alexandrini. Khu vực sinh sống: Phổ biến rộng, trừ vùng cực.
  - Mola mola: Cá mặt trăng. Khu vực sinh sống: Trong các vùng nước nhiệt đới, cận nhiệt đới và ôn đới vòng quanh địa cầu.
  - Mola tecta: Vùng biển ôn đới Nam bán cầu.
- Chi Ranzania
  - Ranzania laevis. Khu vực sinh sống: Vùng biển ấm toàn cầu.

### Hóa thạch
Các hóa thạch đã biết của họ này có niên đại tới thế Eocen với chi Eomola chứa loài E. bimaxillaria Tyler & Bannikov, 1992 được biết đến từ Thượng Eocen ở Bắc Kavkaz. Chi hóa thạch thứ hai là Austromola cũng chứa 1 loài là Austromola angerhoferi Gregorova, Schultz, Harzhauser & Kroh, 2009, được biến đến từ thành hệ Ebelsberg Hạ Miocen gần Pucking, Áo. Loài này là cá sinh sống trong biển Paratethys và ước tính dài tới 320 cm (130 in). Ít nhất một loài hóa thạch của chi Mola là Mola pileata (van Beneden, 1881) được biết đến từ Thượng và Trung Miocen ở châu Âu với có thể là loài hóa thạch thứ hai của chi này tìm thấy trong địa tầng Hạ Miocen ở Bắc Carolina, Hoa Kỳ. Chi Ranzania có 5 loài hóa thạch là R. grahami Weems, 1985 và R. tenneyorum Weems, 1985, cả hai đều từ thành hệ Calvert Trung Miocen ở Virginia, Hoa Kỳ; R. zappai Carnevale, 2007 từ Trung Miocen ở Italia; R. ogaii Uyeno & Sakamoto, 1994 từ Trung Miocen ở Nhật Bản; và một loài chưa dược đặt tên từ Thượng Miocen ở Algérie.

## Hình ảnh

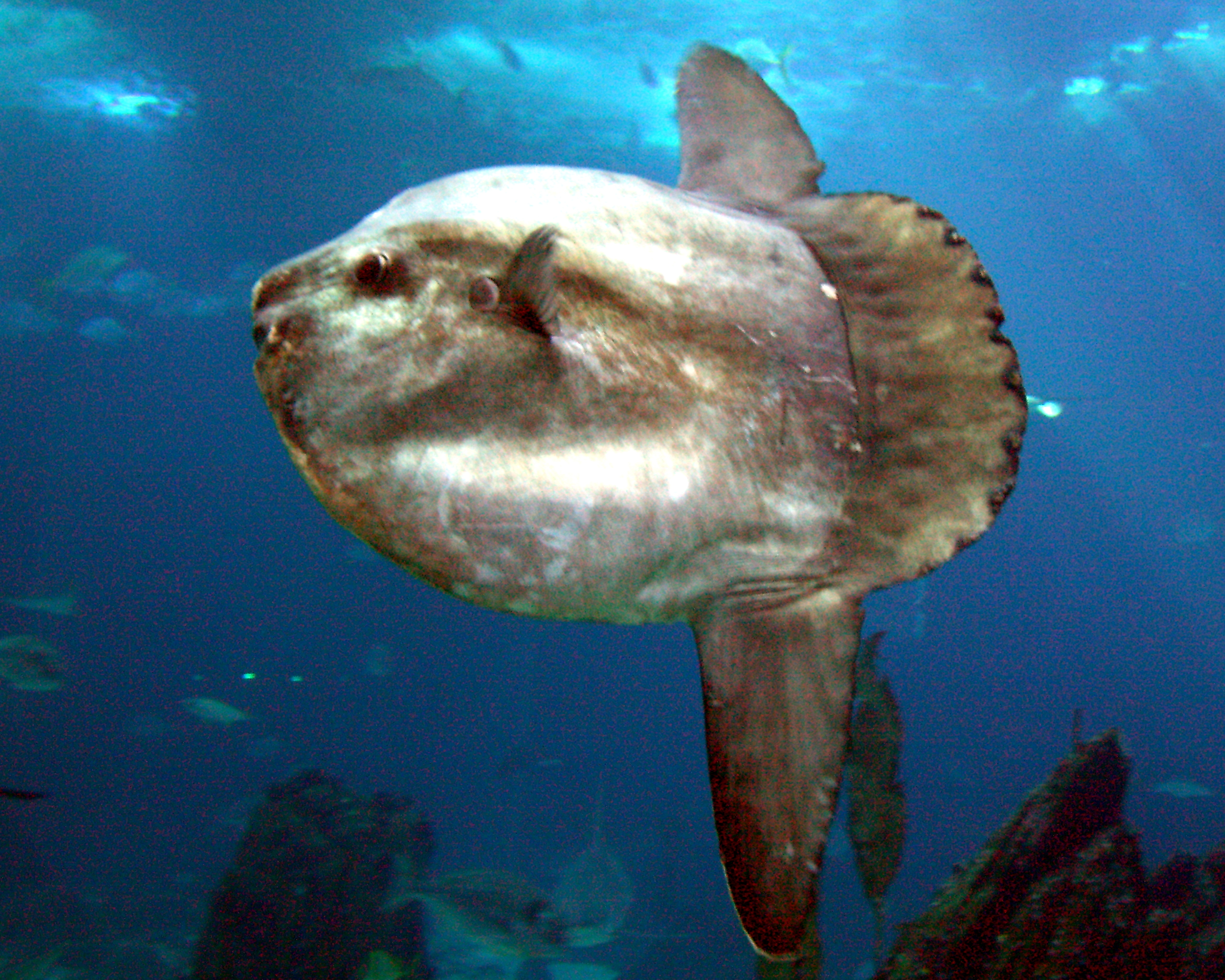
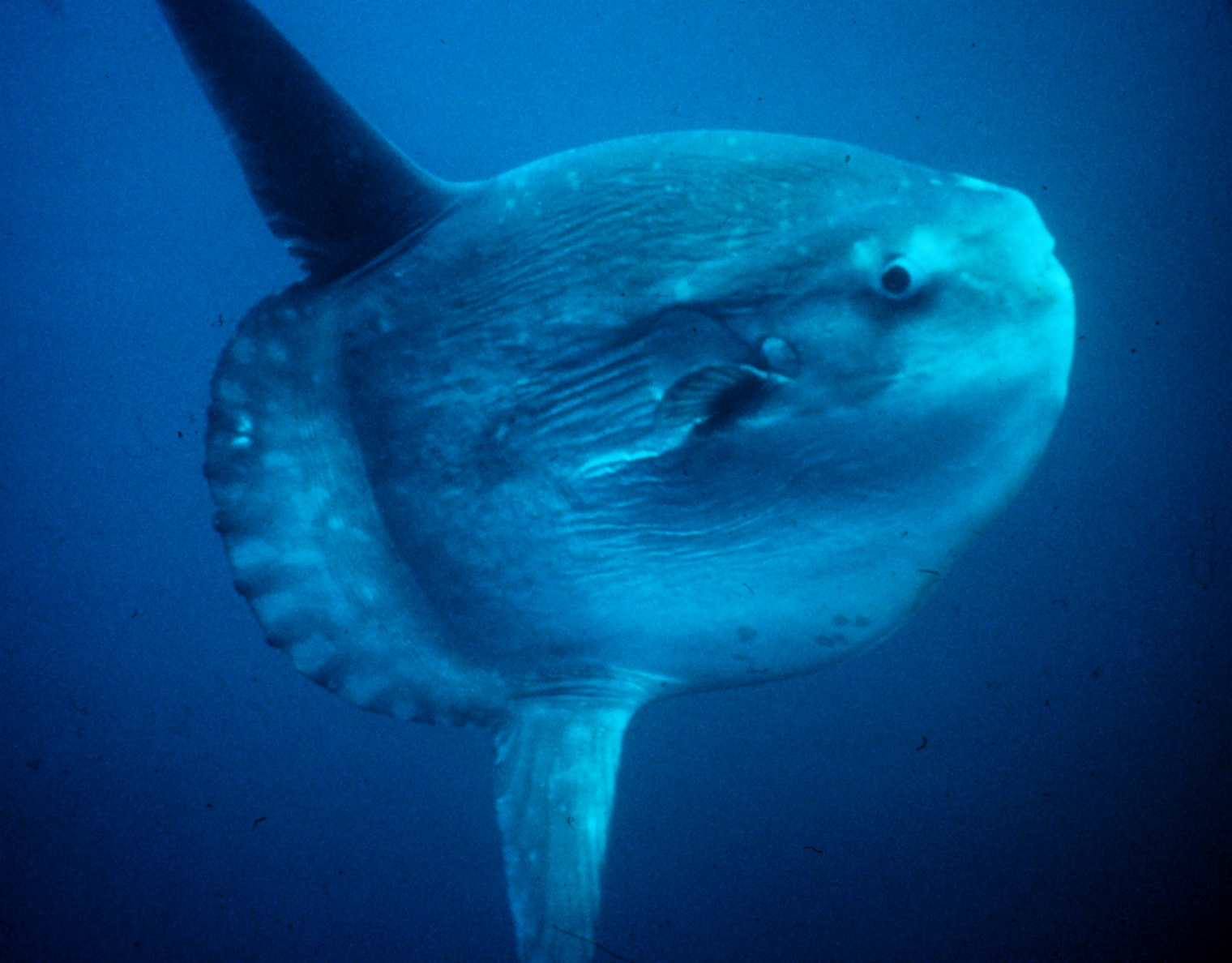
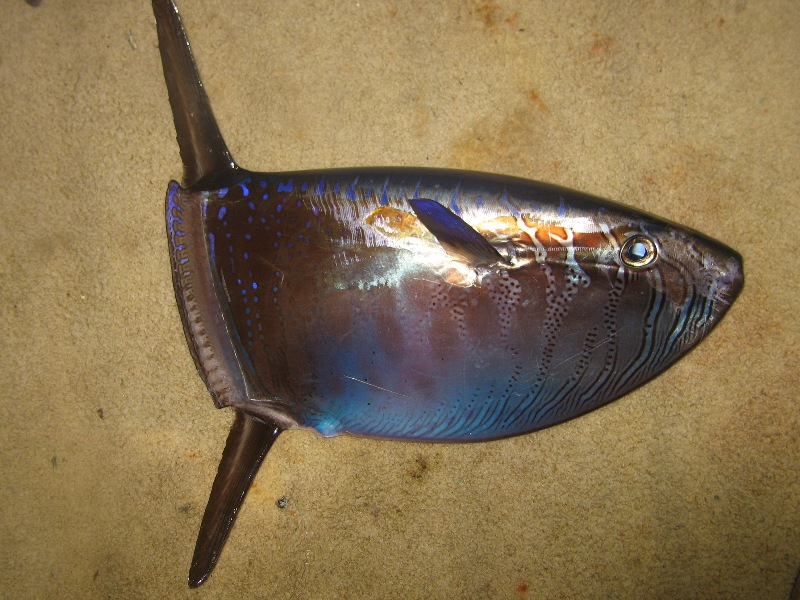